# Esporófilo

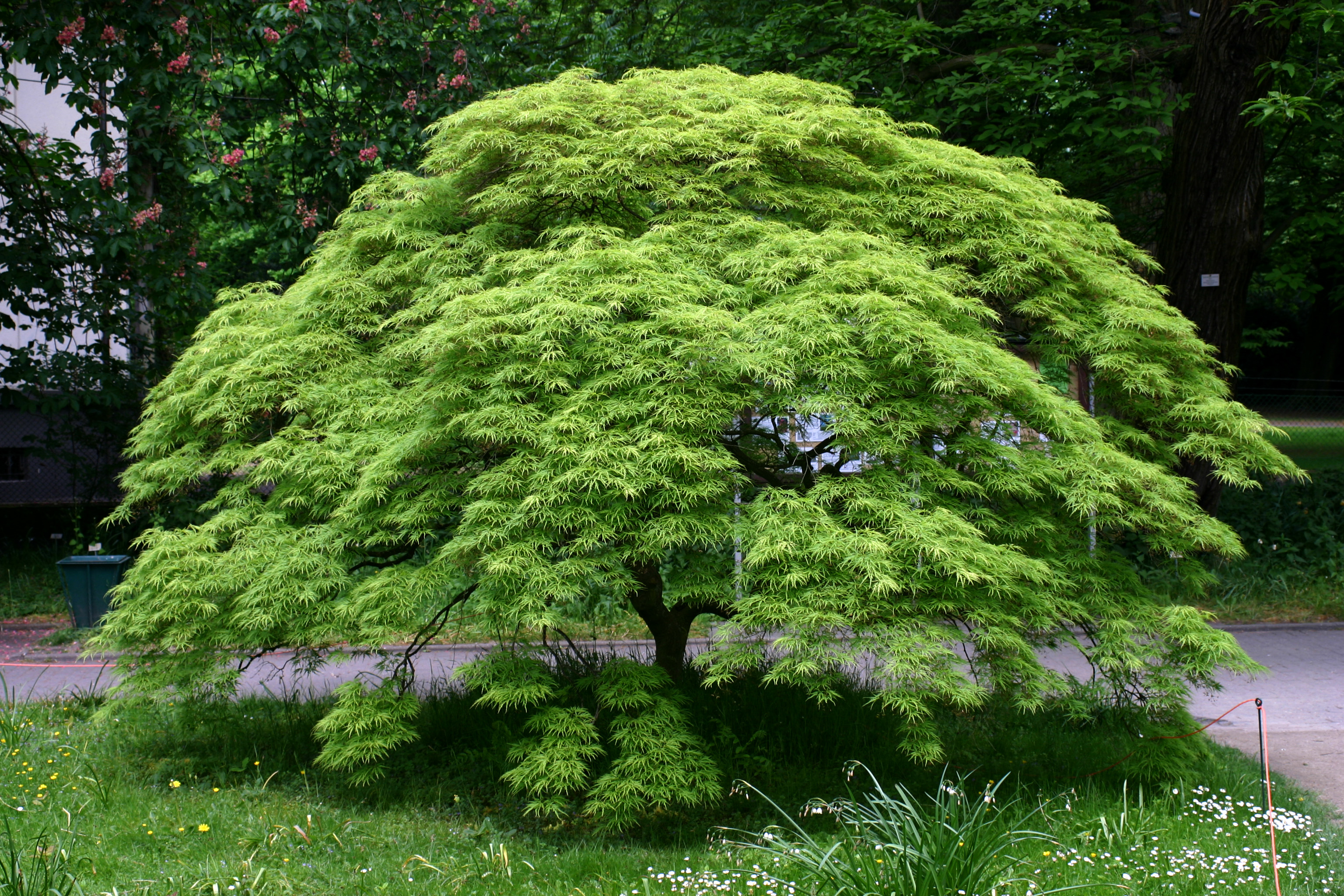
Acer palmatum, uma angiosperma, onde os esporófilos são os órgãos femininos e masculinos das flores.

Esporófilo  é a estrutura das plantas sensu lato onde se formam os esporângios. Em algumas plantas, como as samambaias, essa estrutura tem a forma de uma folha, donde o nome de esporófilo.
Este conceito tem como base a alternância de gerações que se observa nas plantas verdes e em algumas algas, entre uma fase do ciclo de vida em que o indivíduo é diploide e produz esporos por meiose, o esporófito, e outra que produz gâmetas (haploides) para a reprodução sexuada, o gametófito.
Nas espermatófitas, o gametófito é "parasita" do esporófito: os "esporos" haploides, o grão de polen e o saco embrionário, formam-se nas anteras e no ovário da flor (nos antófitos), ou nos órgãos correspondentes das gimnospermas. Estes órgãos sexuais, onde se formam os "esporos" são os esporófilos, dentro dos quais se formarão os gametas. Neste caso, diz-se que existe heterosporia, ou seja, os "esporos" que vão dar origem aos gametas masculinos e femininos são diferentes e denominam-se macrosporófilos ou megasporófilos (os femininos) e microsporófilos, os masculinos.
Já nos pteridófitos, musgos e algumas algas, os esporos são gerados em indivíduos (ou órgãos) semelhantes considerando-se, por isso, plantas homosporadas. Nas pteridófitas, o esporo dá origem a um gametófito independente, mas de curta duração. Nos musgos e hepáticas, o gametófito é a planta adulta e o zigoto dá origem a um esporófito que fica "parasita" do gametófito, a seta e a cápsula, que se pode considerar o esporófilo, pois é dentro dela que, a partir de meiose das células-mães, se formam os esporos que, ao germinarem, darão origem a novas plantas.

## Esporófilos no ciclo de vida

### Em briófitas

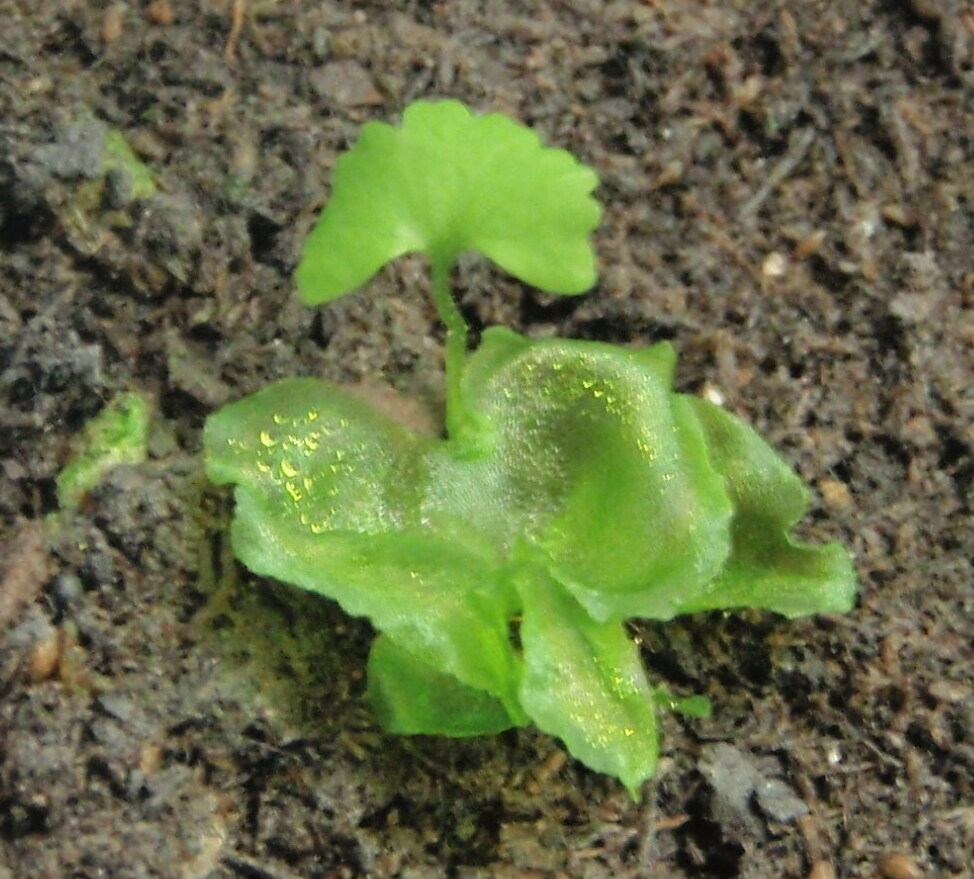
Nas pteridófitas, o gametófito (foto) é pequeno e menos presente no ciclo de vida.

Briófitas (musgos, hepáticas e antocerotas) têm uma fase de gametófito dominante em que o esporófito adulto está dependente do gametófito para a nutrição. O embrião se desenvolve a partir do zigoto dentro do órgão sexual feminino ou arquegônio que, durante o seu desenvolvimento, é alimentado pelo gametófito.
O indivíduo esporófilo então conseguirá alimento nascendo e crescendo em cima dos indivíduos gametófitos. Como nas briófitas, são os gametóides que promovem a fecundação, fica a função de somente completar o ciclo de metagênese para os produtores de esporos.
O esporófilo adulto contém o esporângio (2n), que por meio de meiose gera quatro esporos para cada divisão. Esses esporos que darão origem aos indivíduos haplóides, gametófitos.

### Em pteridófitas

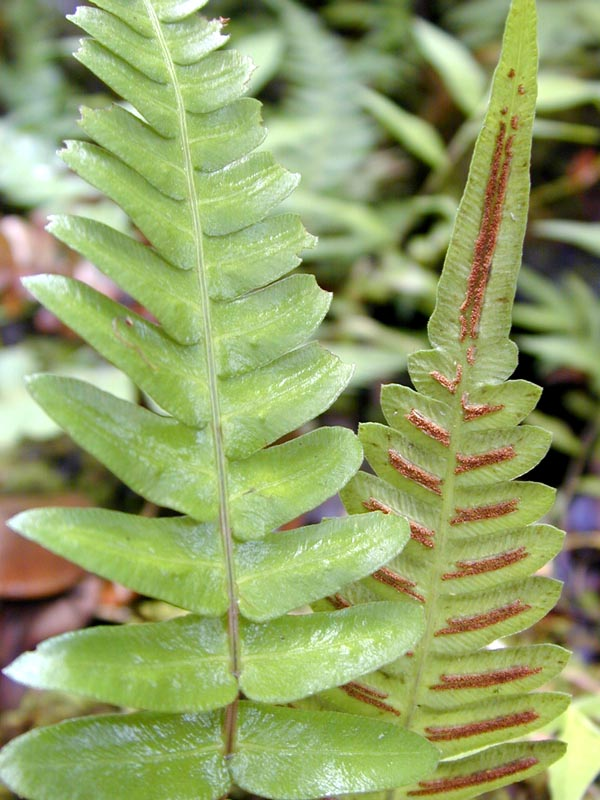
A samambaia e seus soros, que protegem os esporângios no esporófilo.

Nas pteridófitas, o esporófilo corresponde à folha fértil da planta adulta.
Debaixo das folhas da samambaia, por exemplo, os soros abrigam os esporângios maduros, onde se formam os esporos que, ao germinar darão origem aos gametófitos.

### Em gimnospermas
As gimnospermas, com suas sementes sem cobertura de frutos, podem ser dióicas ou monóicas. Para o primeito caso, os cones (sementes) são femininos em umas plantas e masculinos em outras plantas. As escamas de que são formados os cones são denominado esporófilos.